# Digitalfunk der Behörden und Organisationen mit Sicherheitsaufgaben

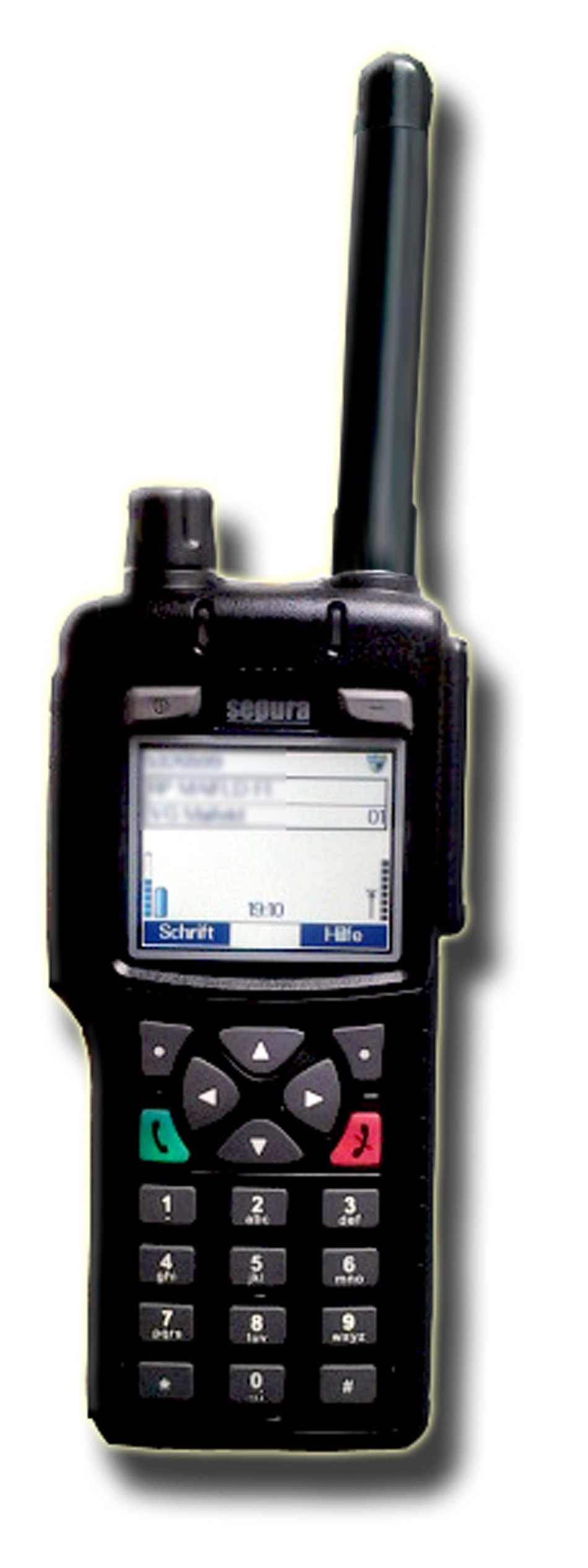
Sepura STP8000 TETRA-Funkgerät, das im BOS-Deutschland-Funknetz eingebucht ist

Der Digitalfunk der Behörden und Organisationen mit Sicherheitsaufgaben (innerhalb des Herstellers EADS auch als BOSNet bezeichnet) basiert auf TETRA, einem Standard für digitalen Bündelfunk. Er ist ein universelles Sprach- und Datenfunksystem für alle Behörden und Organisationen mit Sicherheitsaufgaben (BOS) und der Bundeswehr in Deutschland. Das digitale BOS-Funknetz ist mit rund 1.109.000 Nutzern (Stand März 2023)  das weltweit größte seiner Art. 2007 rechneten die zuständigen Minister mit einem Kostenrahmen von 4,5 Milliarden Euro für den Aufbau.

## Geschichte
Die Entwicklung des deutschen BOS-Funks begann unmittelbar nach dem Zweiten Weltkrieg, zuerst unter Weiterverwendung von Wehrmachts- oder US-Militärfunkgeräten. Entsprechend dem damaligen Stand der Technik waren die Geräte mit Röhren bestückt und aus heutiger Sicht eher unhandlich. Ab den 1960er Jahren wurden die Funkgeräte dann speziell im Behördenauftrag entwickelt und gebaut. Hier wurden zunächst amplitudenmodulierte, dann frequenzmodulierte Verfahren eingesetzt.  Die Fortschritte in der Elektronik führten zu einer ständigen Verkleinerung der Geräte.
Bis Ende der 1980er Jahre wurde nur Sprache übertragen, dann kam zur Entlastung des Personals von Routinemeldungen das Funkmeldesystem hinzu. Innerhalb des Sprachkanals konnten digitale Telegramme übertragen werden, belasteten durch ihre störenden Geräusche aber den Zuhörer. Zunächst konnten nur Kurzmeldungen zur Statusinformation, später dann auch erweiterte Telegramme z. B. mit Koordinaten für Navigationsgeräte in die Einsatzfahrzeuge versendet werden.
Als weitere Belastung des Systems kam die zunehmende Alarmierung von Einsatzkräften mit Funkmeldeempfängern hinzu. Auch diese wurde im Sprachkanal übertragen. Je nach Umfang der Schadenslage und Größe des Landkreises kam es zu mehreren Minuten Ausfall der Sprechverbindung, wenn der Einsatzleitrechner die Alarmierung durchführte.

### 2000er Jahre
Mit der Entwicklung von digitalen Funkbetriebsarten und dem Fakt, dass der bisherige analoge BOS-Funk durch etliche Zusatzanwendungen an seine Grenze geriet, forderten Nutzer und Politik die Einführung eines digitalen Funkstandards. Einhergehend damit sollten die Netze nicht mehr regional strukturiert sein, sondern national. Zum anderen sollte es ein Netz für alle Behörden sein, das die jeweils vorhandenen, einzelnen Netze für jede Organisation ablösen sollte. Auch sollte das Abhören des Behörden-Funkverkehrs erschwert werden. In den 2000er Jahren standen folgende Standards bzw. Lieferanten zur Verfügung:
- Tetrapol von EADS, ein proprietäres Netz, erfolgreich vor allem in französischem Sprachraum und in verschiedenen Militärfunknetzen,
- BOS-GSM mit VBS-Funktion über die etablierten Mobilfunknetzbetreiber,
- TETRA als offener ETSI-Standard von verschiedenen Anbietern,
- Project 25, ein in den USA entwickelter Standard.

Deutschland bildete im europäischen Vergleich ein Schlusslicht bei der Einführung des Digitalen Behördenfunks. Die Inbetriebnahme verzögerte sich seit Mitte der 2000er Jahre immer wieder. Grund dafür waren Unstimmigkeiten zwischen Bund und Ländern, jedoch auch manigfache technische Probleme. Lange waren die Anforderungen für die Zertifizierung ein Streitpunkt zwischen Bundestag und Bundesrat. Ursprünglich sollte der Digitalfunk schon zur Fußball-Weltmeisterschaft 2006 in Betrieb sein, wurde jedoch nur an drei Austragungsorten getestet. 2012 waren jedoch 3.300 von 4.500 Basisstationen aufgebaut, wovon erst 2.400 in Betrieb waren. Für den Aufbau, den Betrieb und die Sicherstellung der Funktionsfähigkeit eines digitalen Sprech- und Datenfunksystems wurde dann 2007 sogar eine eigene Behörde, die Bundesanstalt für den Digitalfunk der Behörden und Organisationen mit Sicherheitsaufgaben (BDBOS) geschaffen.

### 2019 bis 2021
Zwar ist das Digitalfunknetz heute Deutschlandweit in Betrieb (Stand 2022), aber ein reibungsloser Betrieb ist immer noch nicht überall gewährleistet. Zum Teil sind Fahrzeugflotten noch nicht vollständig umgerüstet bzw. die Einsatzkräfte noch nicht für das neue System ausgebildet. Während der Umstellungsphase sind beide Systeme in Betrieb, um die Einsatzabwicklung zu gewährleisten.
Im Februar 2019 hatte der Deutsche Bundestag beschlossen, auch die Bundeswehr an den nationalen BOS-Digitalfunk anzuschließen um so den Aufbau einer eigenen Funkinfrastruktur zu sparen. Des Weiteren soll so die Kommunikation der Bundeswehr mit anderen Behörden bei Amts- oder Katastrophenhilfe verbessert werden. Die zu den BOS-Diensten gehörigen Teile der Bundeswehr (z. B. Feldjäger oder Rettungsdienst der Bundeswehr) waren bereits mit dem BOS-Digitalfunk ausgestattet.

### In Nutzung seit 2021
Im Zusammenhang mit der Flutkatastrophe in Nordrhein-Westfalen und Rheinland-Pfalz im Juli 2021 geriet das System in die Kritik, da es den Witterungsbedingungen nicht durchgehend standhielt und so für Schwierigkeiten bei der Kommunikation der Einsatzkräfte sorgte. In diesem Zusammenhang wird diskutiert, dass insbesondere die sparsame Umsetzung bei der Leitungswegeführung in den betroffenen Regionen mit ursächlich für die Beeinträchtigungen gewesen sein könnte.
Beim Eisenbahnunfall von Ebenhausen-Schäftlarn im Februar 2022, in dessen Folge rund 1100 Einsatzkräfte anrückten, erwiesen sich die Basisstationen als frühzeitig überlastet, sodass auf persönliche Ansprache sowie mündliche Übermittlung von Einsatzbefehlen zurückgegriffen wurde.
Bis zum ersten Jahrestag im Juli 2022 wurden in den 2021 von der Flut betroffenen Gebieten noch keine Maßnahmen zur Kapazitätssteigerung des BOS-Funks ergriffen, die eine Überlastung der Infrastruktur bei möglichen künftigen Katastrophenlagen verhindern würden.

## Betriebstechnik

### Frequenzen
Das BOS-Digitalfunknetz arbeitet bei 380–385 MHz im Uplink, bei 390–395 MHz im Downlink.
Ab dem Jahr 2014 wurden die meisten DMO-Gruppen aus dem vorstehenden Frequenzbereich in einen neuen Frequenzbereich verlagert, da dringend für die Netzplanung (TMO) weitere Duplexfrequenzen benötigt werden.
Der neue Frequenzbereich 406,1–410 MHz wurde der BDBOS zur ausschließlichen DMO-Nutzung zugewiesen. Somit stehen 156 DMO-Frequenzen und damit auch 156 DMO-Gruppen zur Verfügung.
Allerdings ist die Radioastronomie dort in einem Teilbereich Primärnutzer. In Deutschland betrifft dies das Radioteleskop Effelsberg (NW). Um hier Störungen auszuschließen, wurde daher zunächst vereinbart, innerhalb einer Schutzzone – mit Radius von 150 km um den Standort Effelsberg – den Frequenzbereich von 407–409,1 MHz zu sperren. Dies betrifft Teile der Bundesländer Nordrhein-Westfalen, Hessen, Rheinland-Pfalz sowie Saarland.
Innerhalb dieser Schutzzone dürfen derzeit lediglich die Frequenzbereiche 406,1–407 und 409,1–410 MHz, sog. „Effelsberg-Frequenzen“ (72 Stück) für DMO genutzt werden.
Außerhalb der Schutzzone dürfen alle 156 Frequenzen, also zusätzlich auch die 84 sog. „Nicht-Effelsberg-Frequenzen“ genutzt werden.
Damit stehen ab dann folgende DMO-Gruppen zur Verfügung:
|                      | Frequenzen        | Frequenzen | gesamt |
| Effelsberg           | Nicht- Effelsberg |            | gesamt |
| -------------------- | ----------------- | ---------- | ------ |
| Nat. Reserve (TBZ) ∗ | 15                | 15         | 30     |
| Feuerwehr            | 10                | 10         | 20     |
| Katastrophenschutz   | 02                | 08         | 10     |
| Polizei              | 10                | 10         | 20     |
| Rettungsdienst       | 05                | 07         | 12     |
| BOS des Bundes       | 20                | 21         | 41     |
| Spezialeinheiten     | 04                | 06         | 10     |
| Verfassungsschutz    | 03                | 03         | 06     |
| Marschkanal          | 01                | –          | 01     |
| Objektversorgung     | 02                | 04         | 06     |
| Gesamt               | 72                | 84         | 156    |

### Übertragungssicherheit

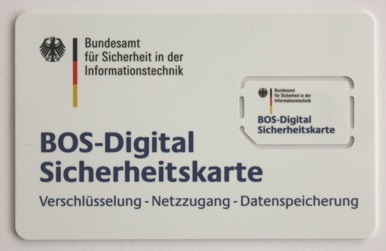
BSI-Sicherheitskarte

Bei der Sprach- und Datenübertragung im TETRA-Standard können 3 Verschlüsselungsstufen verwendet werden:
- Keine Verschlüsselung. Die Sprache wird direkt hinter dem Mikrofon mit einem Sprachcodec digitalisiert, dann jedoch unverschlüsselt übertragen
- Verschlüsselung der Funkübertragung. Die Funkübertragung vom Endgerät zur Basisstation wird mit einem geheimen, geräteinternen Funkschlüssel verschlüsselt. Als Algorithmus kommt TEA-2 zum Einsatz, ein spezielles, für europäische Sicherheitsbehörden entwickeltes Kryptosystem. Die übergangsweise in einigen Testnetzen vorhandenen Geräte ohne TEA-2 müssen spätestens zum Beginn des Regelbetriebs ausgesondert werden.
- Ende-zu-Ende-Verschlüsselung aller Nutzdaten. Zusätzlich zur verschlüsselten Funkübertragung wird eine „Ende-zu-Ende-Verschlüsselung“ durchgeführt, eine erstmals im deutschen BOS-Digitalfunknetz flächendeckend für alle Teilnehmer eingeführte Technik. Über alle Vermittlungsstellen und Richtfunkstrecken bleibt das Funkgespräch geheim. Es wird erst wieder im Endgerät des Empfängers entschlüsselt.

Die abgebildete Schlüsselkarte ist Zugangsvoraussetzung zur Nutzung des deutschen Behördenfunknetzes. Sie wird ausschließlich an berechtigte Teilnehmer ausgegeben und soll so die Authentizität des Funkteilnehmers gewährleisten. Durch den auf der Karte gespeicherten Algorithmus wird außerdem die Integrität des Funkgespräches gewährleistet.

### Standortsicherheit
Die Feinplanung der Netze erfolgt in der Hoheit der Regierungspräsidien der Flächenländer bzw. vergleichbarere Verwaltungsebenen. Hier werden zur Gewährleistung der Sicherheit der Standorte verschiedene Konzepte verfolgt:
- Es wird versucht, die Lage der Standorte geheim zu halten.
- In Baden-Württemberg werden für die Stationen speziell angefertigte Container verwendet. Zuleitungen für Daten und Strom werden gesichert ins Erdreich ein- und in einer Mindesttiefe weitergeführt.
- In Brandenburg wird zur Sicherung der Stationen ein Doppelstab-Gitterzaun mit Untergrabeschutz eingesetzt.

## Vergabeverfahren, Aufbau und Betrieb
Für den Aufbau des Netzes wurde vom Bund 2007 eine eigene Behörde, die BDBOS geschaffen. Ein vom Bund finanziertes Rumpfnetz wurde vom Bundesministerium des Innern 2005 ausgeschrieben. Am Bieterverfahren um den digitalen Behördenfunk hatte sich ein Konsortium von EADS (GU) und Siemens, ein Konsortium von Motorola, T-Systems und R&S BICK sowie Vodafone mit BOS-GSM beteiligt. EADS war als einziger Anbieter bei der Ausschreibung in die zweite Runde weitergekommen. Nach einem Auswahlverfahren, das auch Labor- und Praxistests enthielt, wurde der Auftrag für die Netzinfrastruktur im August 2006 an EADS vergeben. Der Betrieb des Netzes sollte der Bahn-Tochter DB Telematik übertragen werden. Nachdem deren Angebot den Bund und Länder weder technisch noch finanziell überzeugte, entschieden sie sich für das alternative Phasenkonzept, das nach dem Aufbau der ersten Netzabschnitte einen Betreiber für den Regelbetrieb vorsieht. Dieser wurde mit der Firma Alcatel-Lucent am 22. März 2010 unterzeichnet.
Damit sollte die Realisierung des Netzes bis 2012 sowie die Einhaltung des Kostenrahmens von 4,5 Milliarden Euro gewährleistet werden. Um die finanziell verträgliche Migration vom analogen zum digitalen Funk zu ermöglichen, wurde mit einer 10-jährigen Übergangsfrist gerechnet, in der beide Netze parallel betrieben werden.
Im November 2019 waren 4700 Basisstationen in Betrieb und nutzbar. Damit sind 99,2 % der Fläche der Bundesrepublik Deutschland funkversorgt und es sind über 875.000 Benutzer im Netz registriert. Monatlich werden mehr als 50 Millionen Funksprüche abgesetzt. Der Hersteller Airbus bezeichnet das deutsche BOS-Funknetz als größtes TETRA-Netz der Welt.

### Endgeräteförderung nichtpolizeiliche BOS
Da der Austausch sämtlicher Funkgeräte auch für die nichtpolizeilichen BOS (z. B. Rettungsdienste, Feuerwehren) und ihre jeweiligen Träger (Landkreise, Gemeinden) erhebliche Ausgaben bedeuten, wird die Beschaffung dieser Geräte zum Teil von den Bundesländern gefördert. Entsprechend dem föderativen Charakter der Bundesrepublik gibt es dabei in den Ländern verschiedene Fördermodelle. Nachstehend die bisher bekannten Modelle:
- Baden-Württemberg

Festbetrag 600 EUR je Stück, einschließlich Einbau- und Zubehör. Voraussetzung einer Förderung ist die Vorlage einer Bescheinigung über die technisch volle digitale Funktionalität der Integrierten Leitstelle im Stadt-/Landkreis im Laufe des jeweiligen Jahres.
- Bayern

Die Kommunen erhalten eine 80 %-Endgeräteförderung, im Gegenzug zur Bereitstellung von kommunalen Standorten.
- Hessen

Die Kommunen erhalten eine 30 %-Endgeräteförderung. Alle KatS-Fahrzeuge werden zu 100 % aus Landesmitteln umgerüstet. Hinzu kommt noch, dass das Land Hessen alle Betriebskosten für den Digitalfunk trägt. Die Ende Juni 2010 vorgenommene Ausschreibung beinhaltet insgesamt jeweils mindestens 22.000 Handsprechfunkgeräte HRT, 9.000 Fahrzeugfunkgeräte MRT, 2.000 stationäre Funkgeräte FRT und 600 Handsprechfunkgeräte HRT-ex. Gleichzeitig wurde das Interessenbekundungsverfahren zur Beschaffung von 60.000 Funkmeldeempfängern für die nichtpolizeilichen BOS gestartet.
- Rheinland-Pfalz

Alle nach DIN-Beladung auf den Fahrzeugen befindlichen Geräte werden zu 50 % gefördert. Alles was darüber hinausgeht muss ohne Förderung auskommen. Gerätepreise für HRT von EUR 130,-- sind so möglich.
- Sachsen-Anhalt

Alle zum Stichtag 31. Dezember 2007 in Betrieb befindlich gewesenen Endgeräte werden kostenfrei 1:1 durch digitale Geräte ersetzt. Dabei ist es unerheblich, ob die Anzahl der Funkgeräte nach DIN-Beladung ist oder darüber hinausgeht. Allerdings handelt es sich um ältere Typen der Baureihe Sepura SRH3800.
- Schleswig-Holstein

Die Kommunen erhielten eine 50 %-Endgeräteförderung, für Geräte, die über die landesweite Sammelbeschaffung beschafft wurden. Über die Normbeladung hinausgehende Geräte wurden nicht gefördert.
- Thüringen

Alle förderfähige Funktechnik und deren zusätzliche Leistungen werden zu 70 % aus Landesmitteln gefördert. Die restlichen 30 % sollen aus Mitteln des kommunalen Finanzausgleichs durch Vorwegabzug erfolgen. Damit belaufen sich die Gesamtkosten auf schätzungsweise rund 25 Millionen Euro.
Zum Vergleich die Förderung in Österreich:
- Jede Hilfsorganisation erhält ein Endgerät gratis.
- Ein weiteres Gerät wird zu 50 % gefördert.
- Alles was darüber hinausgeht, muss ohne Förderung angeschafft werden.

### Aufbau und Betrieb
Der damalige Innenminister Otto Schily hatte nach jahrelangem Streit über die Kosten im März 2005 den Auftrag für den Aufbau und Betrieb des Rumpfnetzes ohne Ausschreibung der DB Telematik erteilt, um bis zur WM 2006 ein Rumpfnetz in Betrieb nehmen zu können. Am 13. Dezember 2006 wurden die Verhandlungen von Bund und Ländern mit der Bahntochter über den Aufbau und den Betrieb des Rumpfnetzes für 15 Jahre für gescheitert erklärt. Der DB Telematik wurde der Auftrag entzogen, weil ihre Kostenschätzung von der Muttergesellschaft Deutsche Bahn von ursprünglich 4,5 Milliarden Euro auf zuletzt 5,1 Milliarden Euro erhöht worden war. Dies wurde vor allem von den Bundesländern scharf kritisiert, da es preislich nicht mehr tragbar sei.
Am 1. Juni 2007 wurde auf der Konferenz der Innenminister des Bundes und der Länder das Verwaltungsabkommen für den Aufbau des TETRA-Netzes unterzeichnet. Das Abkommen sah vor, den Netzaufbau bis 2010 abzuschließen. Zuständig für die Organisation des Aufbaus und der Wartung des Netzes ist die neu gegründete Bundesanstalt für den Digitalfunk der Behörden und Organisationen mit Sicherheitsaufgaben, kurz BDBOS. Mit der Lieferung der technischen Infrastruktur wurden die Konzerne EADS und Siemens beauftragt. Allerdings wurde Anfang 2009 erkannt, dass der ursprüngliche Termin bis Ende 2010 nicht eingehalten werden kann. Daher wurde dieser Termin von der BDBOS auf Ende 2012 verschoben. Beim Betrieb des Digitalfunknetzes greift die BDBOS auf die Leistungen der bundeseigenen ALDB GmbH zurück.

### Auswahl der Systemtechnik
Am 28. August 2006 wurde die Firma EADS Secure Networks durch das Beschaffungsamt des Bundesinnenministeriums mit der Errichtung eines bundesweiten Rumpfnetzes beauftragt.
EADS, ursprünglich Anbieter von Tetrapol, hatte im Sommer 2005 die Nokia-Sparte Professional Mobile Radio (PMR) übernommen, um in der Ausschreibung für ein bundesweites Digitalfunk-System TETRA-Technik anbieten zu können.
Im Bieterverfahren um den digitalen Behördenfunk hatten sich neben dem Konsortium von EADS Secure Networks mit Nokia und Siemens gegen das Konsortium von Motorola und T-Systems und R&S BICK sowie Vodafone mit BOS-GSM durchgesetzt. EADS war als einziger Anbieter bei der Ausschreibung in die zweite Runde weitergekommen. Alle anderen waren bei dem Verfahren zuvor in der ersten Runde ausgeschieden.

### Aufteilung der Kosten
Aufgrund der Struktur der BOS in Deutschland stellt sich die Kostenübernahme so dar, dass Bund und Länder die Umrüstung von Katastrophenschutzbehörden, Landespolizeien, Bundespolizei, Bundeszollverwaltung und THW übernehmen, die Kommunen allerdings nach Städtetagssprecher Jens Metzger die Kosten für die Umrüstung von Feuerwehr, Rettungsdiensten und den Ordnungsämtern übernehmen müssen. Deshalb forderte der Städtetag in einem Beschluss vom November 2001 „Bund und Länder müssen als Verursacher des Milliardenprojekts“ auch dessen Finanzierung übernehmen.
Der genaue Kostenverteilungsschlüssel findet sich auf der Webseite der BDBOS.
Dieser Kostenverteilungsschlüssel enthält nur eine Netz-Grundversorgung nach GAN-Liste (GrundAnforderungen Netz). Die bayerische Staatskanzlei fordert nun von den Kommunen, dass diese sich an den beim Schließen von Funklöchern des bayerischen TETRA-Netzes entstehenden Kosten beteiligen sollen, ansonsten müssten diese weiter analog funken. Am 30. November 2009 konnte eine Einigung erzielt werden: Gegen Zahlung von 3 Millionen Euro jährlich dürfen die Feuerwehren nun auch in Bayern digital funken.
An der Lösung dieser Kostenfrage scheiterte in der Vergangenheit bereits das Projekt Adonis, das ehemalige Funksystem der BOS in Österreich.

### Schulungseinrichtungen
Die Polizeiakademie Hessen (HPA) in Wiesbaden ist eine der wenigen Schulungseinrichtungen innerhalb der BOS, die nicht nur für den polizeilichen Bereich, sondern BOS-übergreifend ausbildet.
Aus dem Polizei- und Vollzugsbereich (Pol-BOS) können die meisten Seminare im IuK-Bereich auch von Bediensteten der Polizeien der Länder und des Bundes, der Justiz, des Verfassungsschutzes, des Zoll sowie anderer Bundes- und Landesbehörden, die mit BOS-Funk befasst sind, besucht werden.
Auch Personen aus dem sog. nicht-polizeilichen BOS-Bereich (nPol-BOS), wie z. B. aus den Feuerwehren, dem Katastrophenschutz und den Hilfsorganisationen (z. B. MHD, ASB, DLRG, DRK, THW, JUH) können i. d. R. die IuK-Seminare besuchen.
Im Digitalfunkbereich werden u. a. Seminare für Multiplikatoren sowie auch weiterführende Seminare für IuK-Techniker und -Taktiker sowie für Mitarbeiter der vorhaltenden, autorisierten und koordinierenden Stellen im Bereich des BOS-Funks angeboten.
Die Seminarreihe BOS-Funk beinhaltet u. a. verschiedene Teile für Grundlagen, Technik, Einsatzplanung, Objektfunkanlagen, Messtechnik und Antennentechnik.
Zudem bietet die HPA weitere Seminare im Bereich Elektrotechnik und Elektronik an.
Weitere Informationen und Ansprechpartner findet man auf den Seiten der Polizeiakademie Hessen, Fachbereich 6.

## Fotos

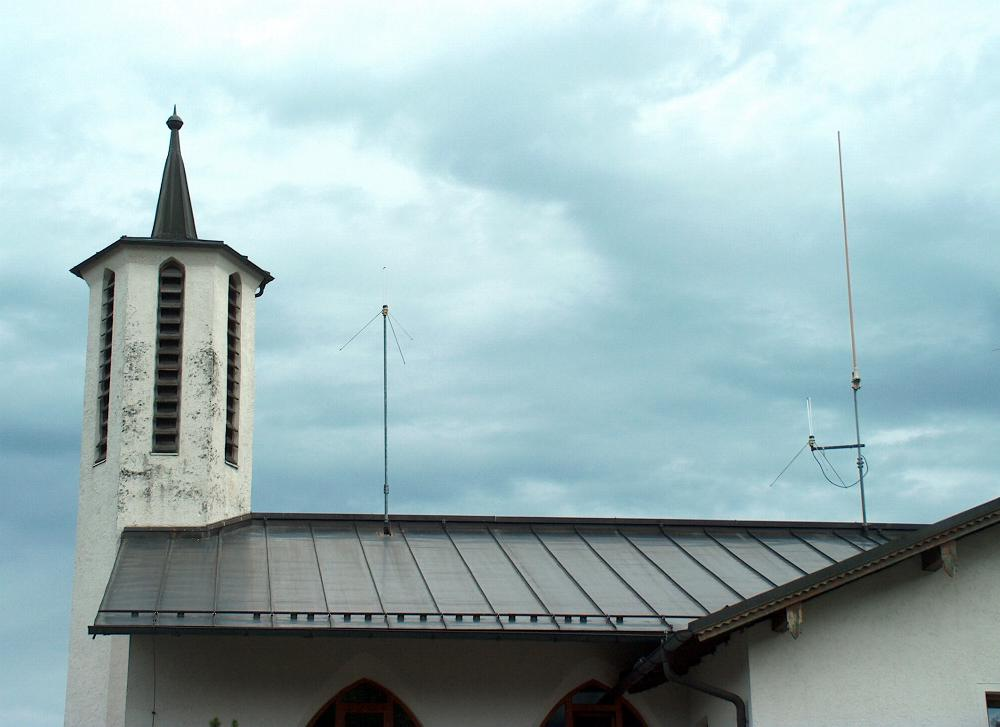
TETRA-Antenne (Orange) auf einem kommunalen Gebäude in Oberbayern
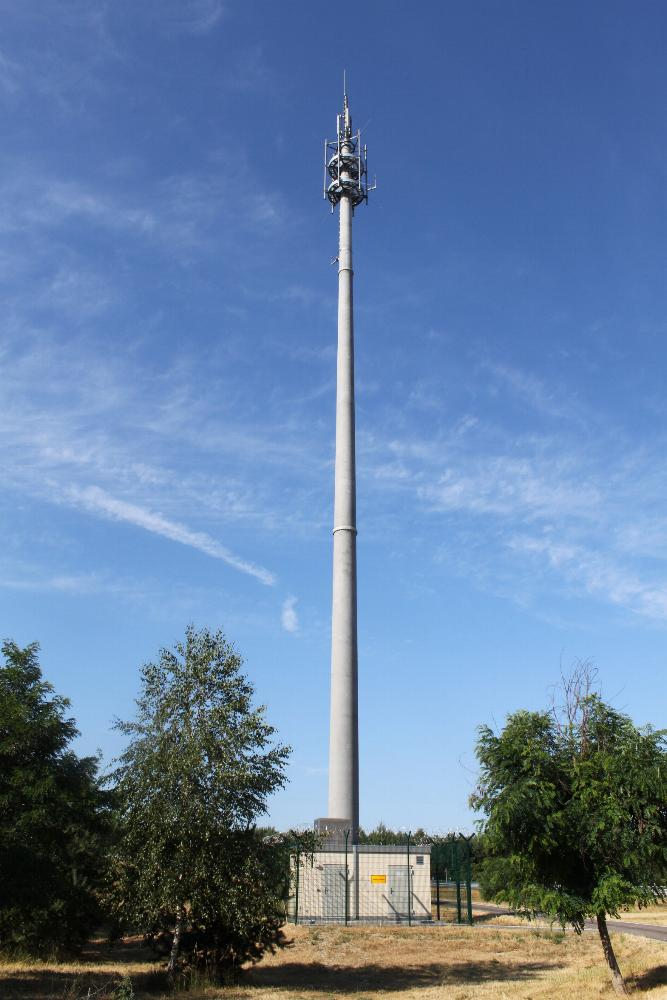
TETRA-Mast in Brandenburg
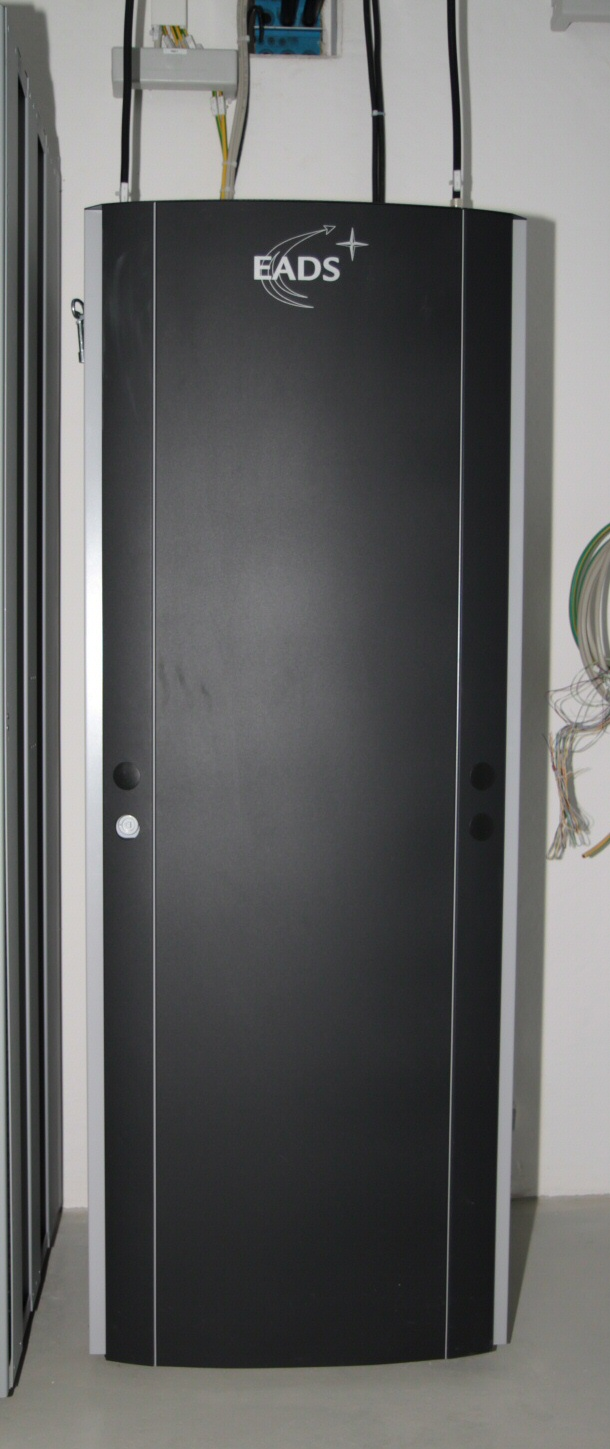
TETRA-Basisstation TB3 von EADS
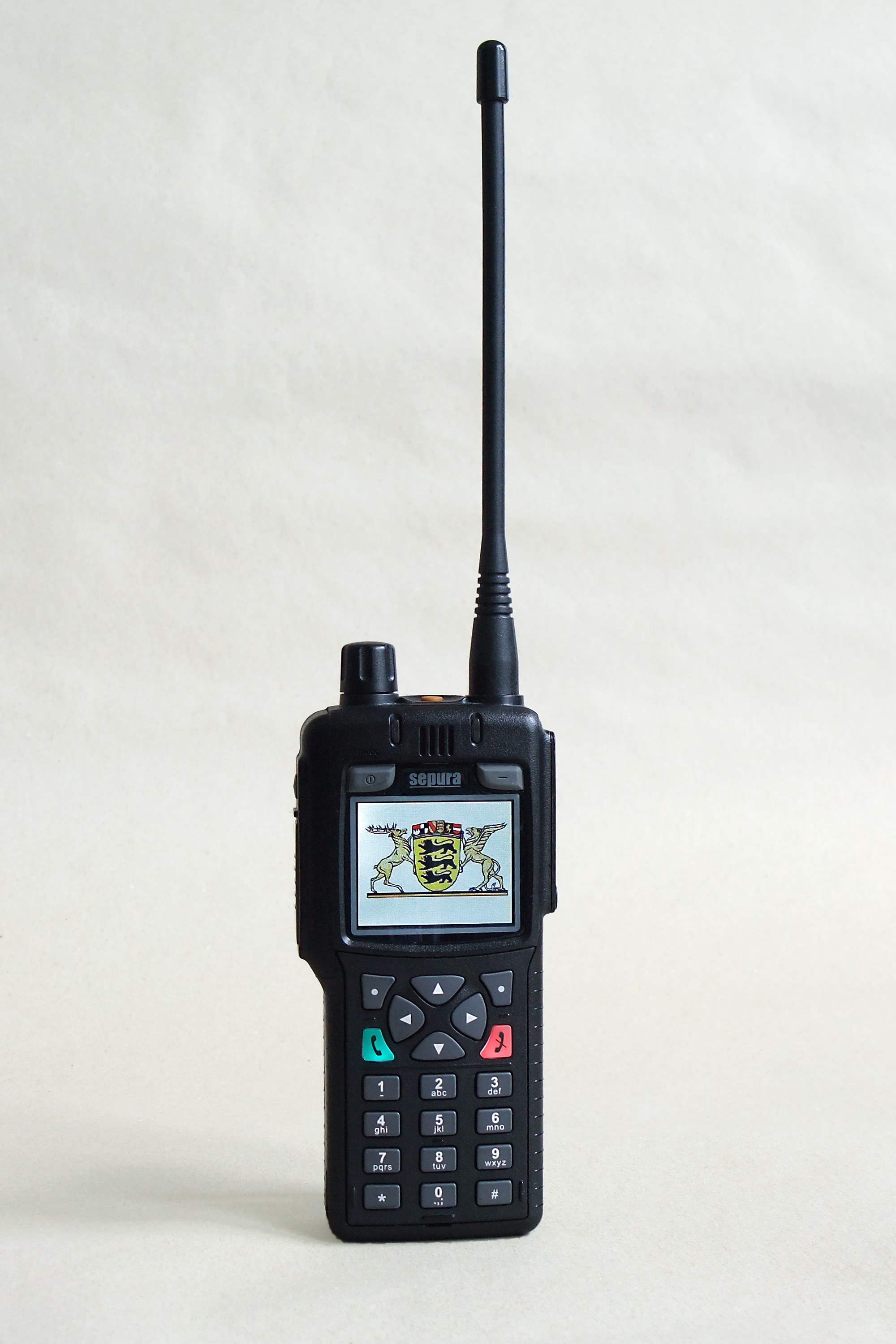
Sepura STP8000 TETRA-Handfunkgerät
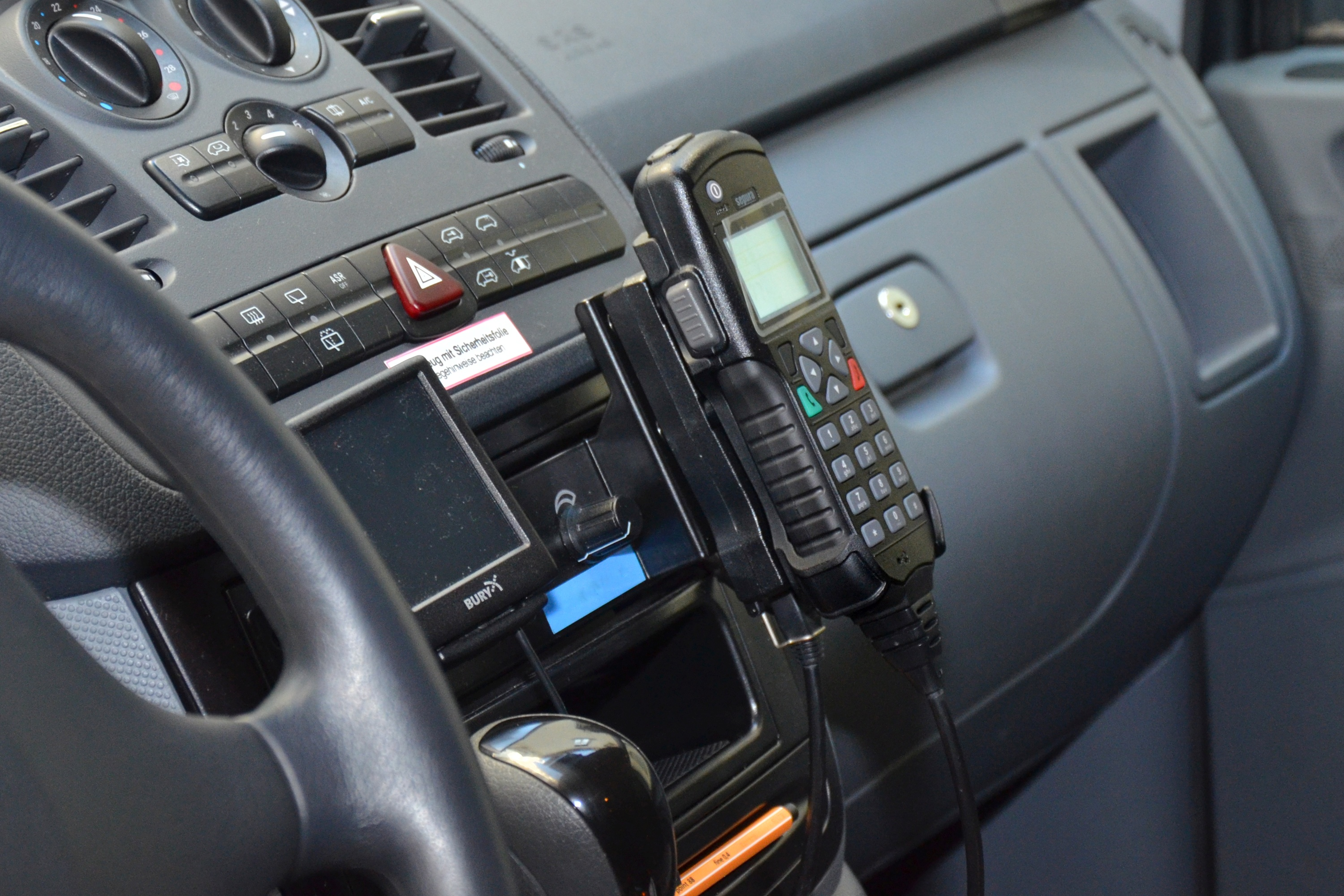
TETRA-Digitalfunk-Handbedienteil am Armaturenbrett eines Polizeifahrzeugs

## Endgeräte-Anbieter auf dem deutschen BOS-Markt
Im Gegensatz zum proprietären Tetrapol, bei dem es nur einen Hersteller gibt, führte der offene Standard bei TETRA zu einer Vielzahl von Herstellern. Allerdings waren von den ca. 12 Herstellern nur wenige dazu in der Lage, eine der landesweiten Ausschreibungen zu gewinnen. Nach Marktanteil geordnet sind dies:
- Sepura
- Motorola
- Cleartone, Pontypool, Großbritannien
- Cassidian

## Infrastruktur Lieferant/Betreiber
- Airbus Secure Land Communications GmbH (ehemals EADS) mit zugekaufter Nokia TETRA-Produktreihe
- ALDB als Netzbetreiber (ehemals als Tochterunternehmen von Alcatel-Lucent, seit 2019 als bundeseigenes Unternehmen[22]).
- Rohill Infrastruktur Lieferant